# Іспанська асоціація комунікаційних досліджень
Іспанська асоціація комунікаційних досліджень (з ісп. Asociación Española de Investigación en Comunicación) — некомерційна науково-дослідницька професійна організація Іспанії, що об"єднує провідних медіадослідників Іспанії, країн ЄС та Південної Америки. Базується в Університеті Комплутенсе (Мадрид) та Автономному університеті Барселони.
Місія Асоціації полягає в сприянні комунікаційним дослідженням, налагодженню співпраці, створенні мереж для обміну інформацією між медіадослідниками та кооперації з міжнародними дослідницькими асоціаціями в сфері соціальних коунікацій. До членів Іспанської асоціації комунікаційних досліджень входить український вчений, журналіст, кандидат наук із соціальних комунікацій, доцент Сазонова Юлія Олександрівна.  

## Історія створення
У 1982 році група дослідників комунікації Іспанії створила Асоціацію досліджень комунікації, мета якої полягала в тому, щоб сприяти дослідженням в сфері соціальних комунікацій. Кілька його членів по черзі очолювали організацію, як-от Бернардо Діас Ності, Енріке Бустаманте, Мануель Алонсо та Хесус Тімотео, хоча ця організація ніколи не перевищувала двадцятьох дослідників, переважно з Мадрида. Ця Асоціація вже в середині 1980-х років перетворилася на Асоціацію дослідників комунікації Іспанії, головою якої став Маріано Себріан, з метою підтримки молодих дослідників. Асоцціація редагувала журнал CINCO і організовувала перші міжнародні симпозіуми з питань, пов'язаних з комунікаційною політикою, але в 1990-х її діяльність зійшла на нівець, у 1990-х роках асоціація припиняє своє функціонування.
Кілька років потому в Каталонії було створено Societat Catalana de Comunicació del Institut d'Estudis Catalans (SCC-IEC) (1984) під головуванням Мікеля де Морагаса. А у 2000 році було створено Галісійську асоціацію дослідників і дослідників комунікації під головуванням Маргарити Ледо.
У 1990-х роках в Іспанії також були створені перші тематичні комунікаційні асоціації: Іспанське товариство журналістики в 1990 році та Асоціація істориків комунікації Іспанії в 1992 році. У 2004 році з'явилася Асоціація дослідників зв'язків з громадськістю Іспанії
У 2006 році після оголошення науково-політичної комісії конференції деканів факультетів комунікації Іспанії було скликано збори медіадослідників у програмі III Іберійського комунікаційного конгресу, організованого Assibercom - організацією під головуванням Енріке Бустаманте та факультетом комунікації Севільї. 
Ця установча асамблея Іспанської асоціації комунікаційних досліджень, що відбулася 14 листопада 2006 року на факультеті комунікаційних наук Університету Севільї, за участю 114 медіадослідників з усієї Іспанії заклала основу для створення Асоціації. Посаду президента Асоціації було запропоновано Мікелю де Морагасу, тимчасовому менеджеру, який формально створив Іспанську асоціацію комунікаційних досліджень у 2008 році.
Керівна комісія на своєму першому установчому засіданні погодилася призначити виконавчу комісію у складі:
- Мікель де Морагас (президент)
- Хосе Марія Бланко (секретар)
- Франциско Сієрра
- Енріке Бустаманте
- Хосе Марія Рікарт
- Маргарита Ледо

Керівна комісія запропонувала розробку та затвердження статуту та скликання першої загальної конференції Асоціації.

## Статут та цілі Асоціації
28 березня 2007 року на зборах, що відбулися в Університеті імені Карлоса III в Мадриді, було затверджено статут Іспанської асоціації комунікаційних досліджень. Статут Асоціації модифіковано 1 липня 2022 року на зборах, що відбулися в Автономному університеті Барселони. 

## Цілі Асоціації
Згідно зі статтею 3 розділу I свого статуту Іспанська асоціація комунікаційних досліджень має такі цілі:
Сприяти комунікаційним дослідженням в цілому;
Сприяти співпраці та створювати мережі обміну інформацією між медіадослідниками.
Налагоджувати співпрацю з міжнародними дослідницькими асоціаціями, насамперед тими, що спеціалізуються на комунікації в країнах ЄС та Латинській Америці.
Представляти сферу комунікаційних досліджень в органах, відповідальних за політику Іспанії та Європи в галузі науково-дослідної діяльності.
Встановлювати відносини обміну між членами асоціації, академічною установою та агентами комунікаційного сектору.
Сприяти та підтримувати ініціативи молодих докторантів.
Впливати та брати участь у громадському порядку денному з питань, пов’язаних із комунікацією, сприяючи демократизації та професійному розвитку сектора.
Поширювати наукові знання про комунікацію серед громадянського суспільства через групи, конгреси та заходи, які просуває організація.
Співпрацювати з різними організаціями та установами, як державними, так і приватними, які поділяють принципи та цілі загального просування наукових знань та демократії в комунікації.

## Секції Асоціації
Іспанська асоціація комунікаційних досліджень складається з наступних секцій:
1.Теорії та методи дослідження комунікації
2. Дослідження аудиторії та рецепції
3. Комунікаційна структура та політика
4. Дискурсивні дослідження
5. Комунікація та цифрова культура
6. Виробництво та розповсюдження контенту
7. Стратегічна та організаційна комунікація
8. Журналістика та нові медіа
9. Історія соціальної комунікації
10. Рекламна комунікація
11. Ґендер і комунікація

## Робочі групи Асоціації
Іспанська асоціація комунікаційних досліджень має такі робочі групи, затверджені Науковою радою та ратифіковані Асамблеєю:
1.Комунікація та громадянство (приписано до секції комунікаційної структури та політики, станом на січень 2015 р.).
2. Метадослідження комунікації (приписана до секції теорій і методів дослідження комунікації, з січня 2014 р.)
3. Якісна журналістика та інформація (з липня 2016 року закріплена за секцією виробництва та розповсюдження контенту)
4. Політична комунікація (віднесена до секції стратегічної та організаційної комунікації, ратифікована на асамблеї в Саламанці 2018).
5. Обчислювальні методи та аналіз великих даних у комунікації (додається до секції «Комунікація та цифрова культура», ратифікована на асамблеї у Валенсії, жовтень 2020 р.). 

## Наукові журнали Асоціації
Іспанська асоціація досліджень комунікації видає журнал RAE-IC, де публікуються оригінальні та раніше неопубліковані наукові статті в галузі комунікації. Журнал виходить виключно в онлайн-форматі, розміщується у відкритому доступі та розповсюджується безкоштовно. Випускає та редагує журнал дослідницька група Novos Medios Університету Сантьяго-де-Компостела в Іспанії.